# Milion

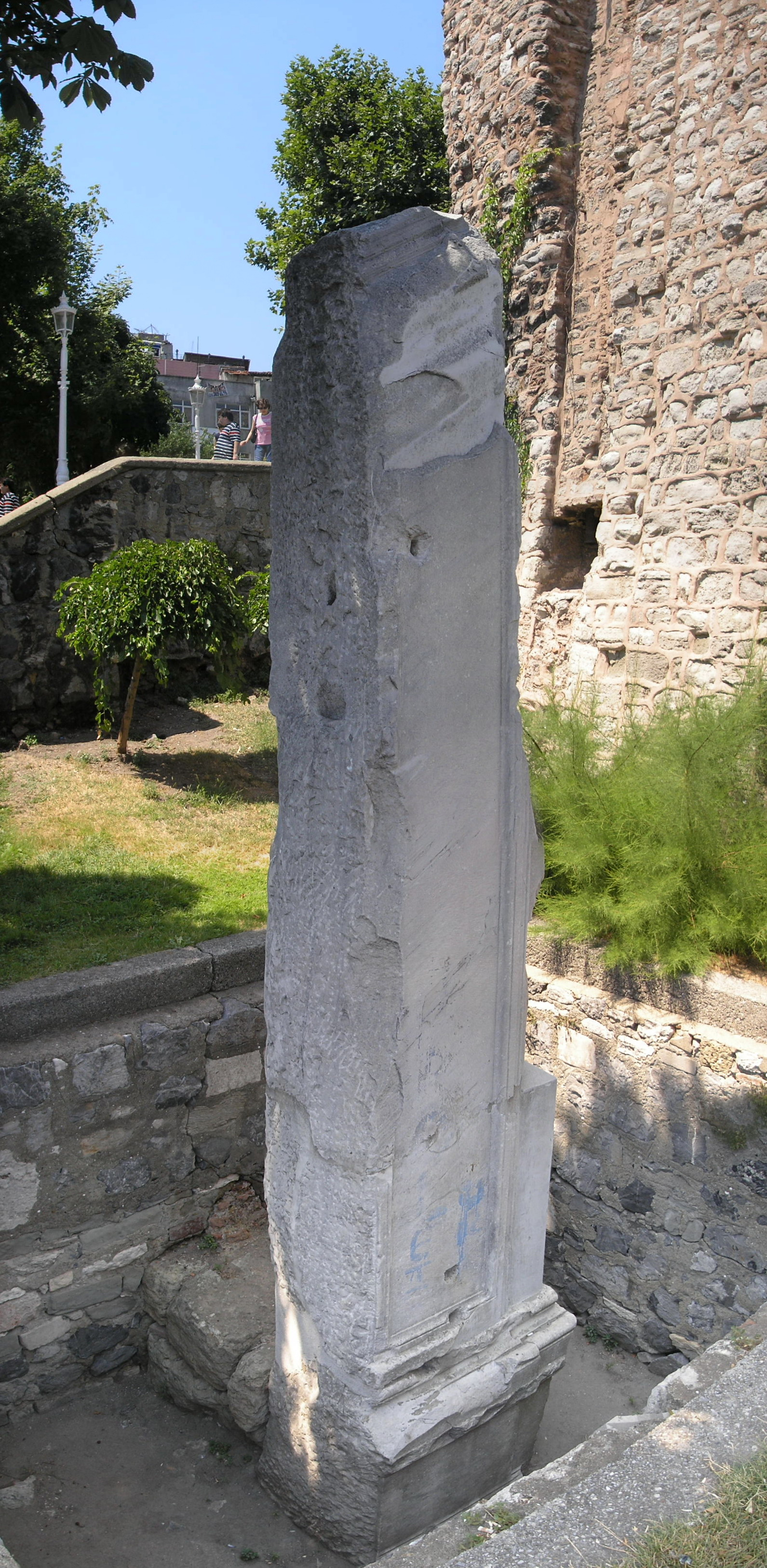
Einzig erhaltenes Teil des Milions, ein wiederaufgerichteter Marmorpfeiler

Das Milion (altgriechisch Μίλ(λ)ιον) war Monument und Meilenstein in einem. Es wurde im frühen 4. Jahrhundert n. Chr. in Konstantinopel (heute Istanbul, Türkei) errichtet. Das Milion war der Ausgangspunkt aller Messungen für Meilensteine an Straßen, die zu den wichtigen Städten des Oströmischen Reiches führten, und hatte dieselbe Funktion wie das Milliarium Aureum von Rom.
Das Gebäude des Milion war wahrscheinlich ein Tetrapylon. Vier große Bögen trugen eine Kuppel und es war von zahlreichen Statuen und Gemälden geschmückt. Es überlebte die osmanische Eroberung von Konstantinopel 1453 für fünfzig Jahre, verschwand aber am Anfang des 16. Jahrhunderts. Während Ausgrabungen in den 1960er Jahren wurden Bruchstücke des Milion unter den Häusern der Umgebung gefunden.

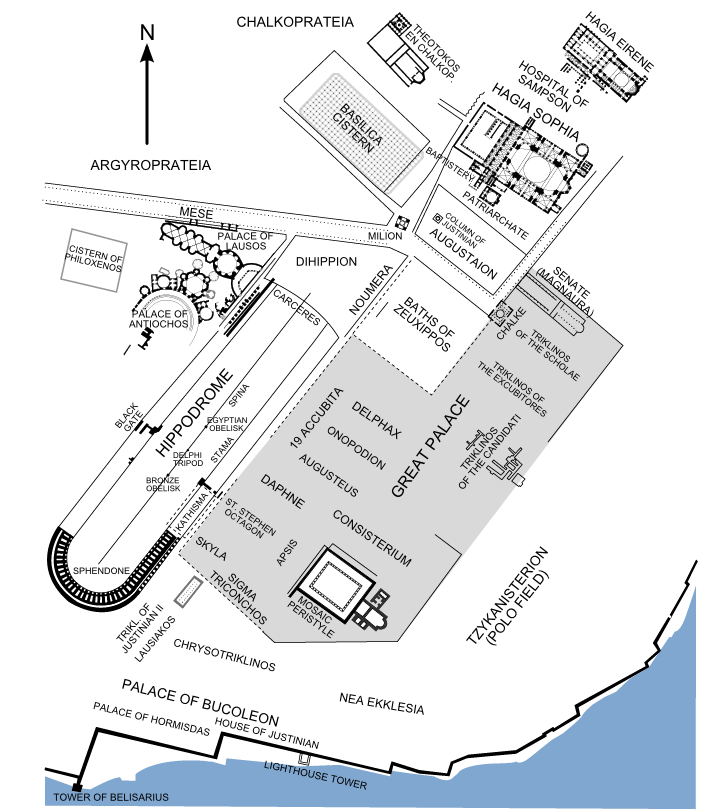
Lage des Milion

## Lage
Die Überreste des Bauwerks sind in Istanbul im Stadtteil Eminönü gelegen, in der Nähe des Stadtteils Cağaloğlu, an der Nordecke des Platzes vor der Hagia Sophia bei der Cisterna Basilica.

## Geschichte und Beschreibung

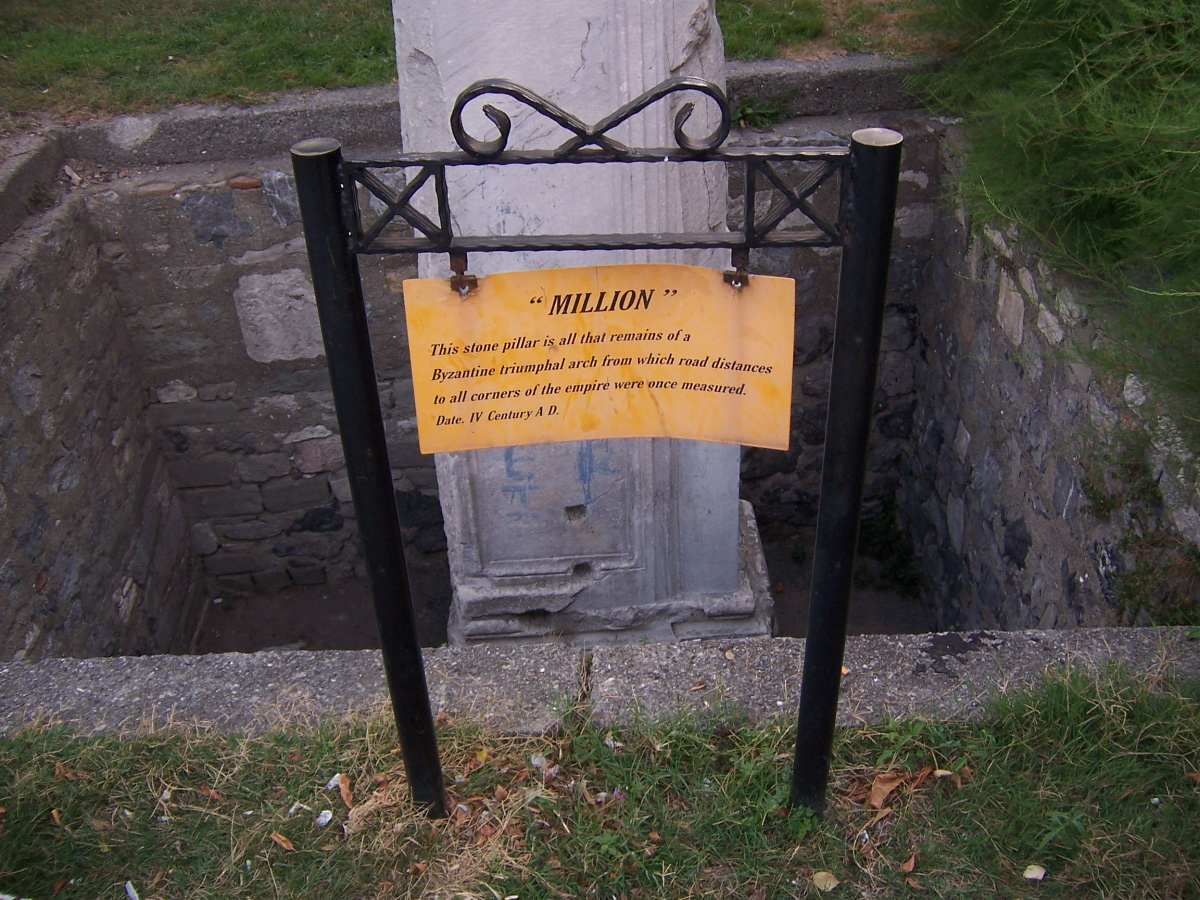
Schautafel vor den Überresten des Milion

Als Kaiser Konstantin der Große die Stadt Byzantium zu seiner neuen Hauptstadt ausbaute (die er Nova Roma („Neues Rom“) nannte), ahmte er bewusst viele Institutionen des „alten Rom“ nach. In diesem Zusammenhang ist auch das Milion zu sehen: Es hatte die Gestalt eines Tetrapylon gekrönt von einer Kuppel und wurde in der ersten Region der Stadt, nahe der alten Konstantinischen Mauer gebaut, ganz zu Beginn der Hauptachse der Stadt, der Mese (Μέση Οδός), die an diesem Punkt eine Kurve machte. Das neue Gebäude übte dieselbe Funktion aus wie das Milliarium Aureum in Rom: Es wurde als Nullpunkt aller Straßen, die in die europäischen Städte des Oströmischen Reichs führten, angesehen und an seinem Sockel waren die Entfernungen zu allen wichtigen Städten des Reiches angegeben. Das Monument befand sich direkt östlich des Augustaions und war viel komplexer als sein Gegenstück in Rom. Es kann als doppelter Triumphbogen, gekrönt von einer Kuppel, die von vier Bögen getragen wurde, angesehen werden. Das Milion war von den Statuen des Konstantin und seiner Mutter Helena gekrönt sowie von einem Kreuz zwischen beiden Statuen, das nach Osten zeigte. Eine Statue der Tyche der Stadt stand zwischen ihnen.
Seit dem Beginn des sechsten Jahrhunderts wurde das Gebäude immer wichtiger für das kaiserliche Zeremoniell. Justinian I. fügte ihm eine Sonnenuhr hinzu, Justin II. schmückte den unteren Teil mit Statuen seiner Frau Sophia, seiner Tochter Arabia und seiner Nichte Helena. Das Monument war außerdem mit Reiterstandbildern von Trajan, Hadrian, Theodosius II. und einer bronzenen Quadriga des Helios geschmückt.
Während der ersten Hälfte des achten Jahrhunderts wurden die Gewölbe des Gebäudes vom Kaiser Philippikos Bardanes und Anastasios II. mit Gemälden von vergangenen ökumenischen Konzilen verziert, aber während des Ikonoklasmus ließ Kaiser Konstantin V. sie mit Szenen aus dem Hippodrom übermalen.
Während des Zeitalters der Komnenen war das Milion wegen seiner strategischen Lage in der Stadt Schauplatz von Kämpfen, wie z. B. dem zwischen Nikephoros III. und Alexios I., oder den zwischen kaiserlichen Truppen und der Kaiserin Maria von Antiochia, die von dieser Warte aus das Augustaion kontrollierte.
Im Zeitraum zwischen 1268 und 1271, nach dem Ende des Lateinischen Kaiserreichs, wurde das Milion – zusammen mit dem Augustaion – Eigentum der Kirche Hagia Sophia.
Nach der osmanischen Eroberung von Konstantinopel (1453) blieb das Gebäude bis zum Ende des 15. Jahrhunderts intakt.
Es verschwand möglicherweise zu Beginn des 16. Jahrhunderts im Zuge der Erweiterung des Valens-Aquädukts und der Errichtung des suterazi (türkisch: „Wasserturm“, wörtlich „Wasserleiter“).
In den Jahren 1967/68 wurden bei Ausgrabungen geringe Reste des Fundaments und ein Fragment (heute als Pfeiler aufgestellt) des Milions freigelegt.